# Bottenlån
Bottenlån är ett lån med en fastighet (eller bostadsrätt) som pant, vilket ger en lägre ränta än ett lån utan säkerhet, eftersom lånet utgör en mindre risk för långivaren.
Bottenlån utfärdas vanligen på upp till högst omkring 85 procent av inköpspriset eller det värderade priset. Enligt ett allmänt råd från den svenska Finansinspektionen bör bolånen sammanlagt inte överstiga 85 procent av bostadens marknadsvärde vid lämnande av lånet. Det så kallade bolånetaket. Begränsningen gäller nya lån eller utökning av befintliga lån med säkerhet i bostaden.
Bottenlån används vanligen för bostadsfinansiering. Om belåningen överstiger 70–80 procent brukar långivaren erbjuda topplån på den överstigande delen upp till 85 procent. Räntan för topplånet är vanligen högre än för bottenlånet.